# نیل ادموند
نیل ادموند (انگلیسی: Neil Edmond؛ زادهٔ دسامبر ۱۹۷۰) بازیگر و کمدین اهل بریتانیا است.
از فیلم‌ها یا برنامه‌های تلویزیونی که وی در آن نقش داشته‌است، می‌توان به وقت خانه و آلیس در آن‌سوی آینه اشاره کرد.